# Rathaus (Burgkunstadt)

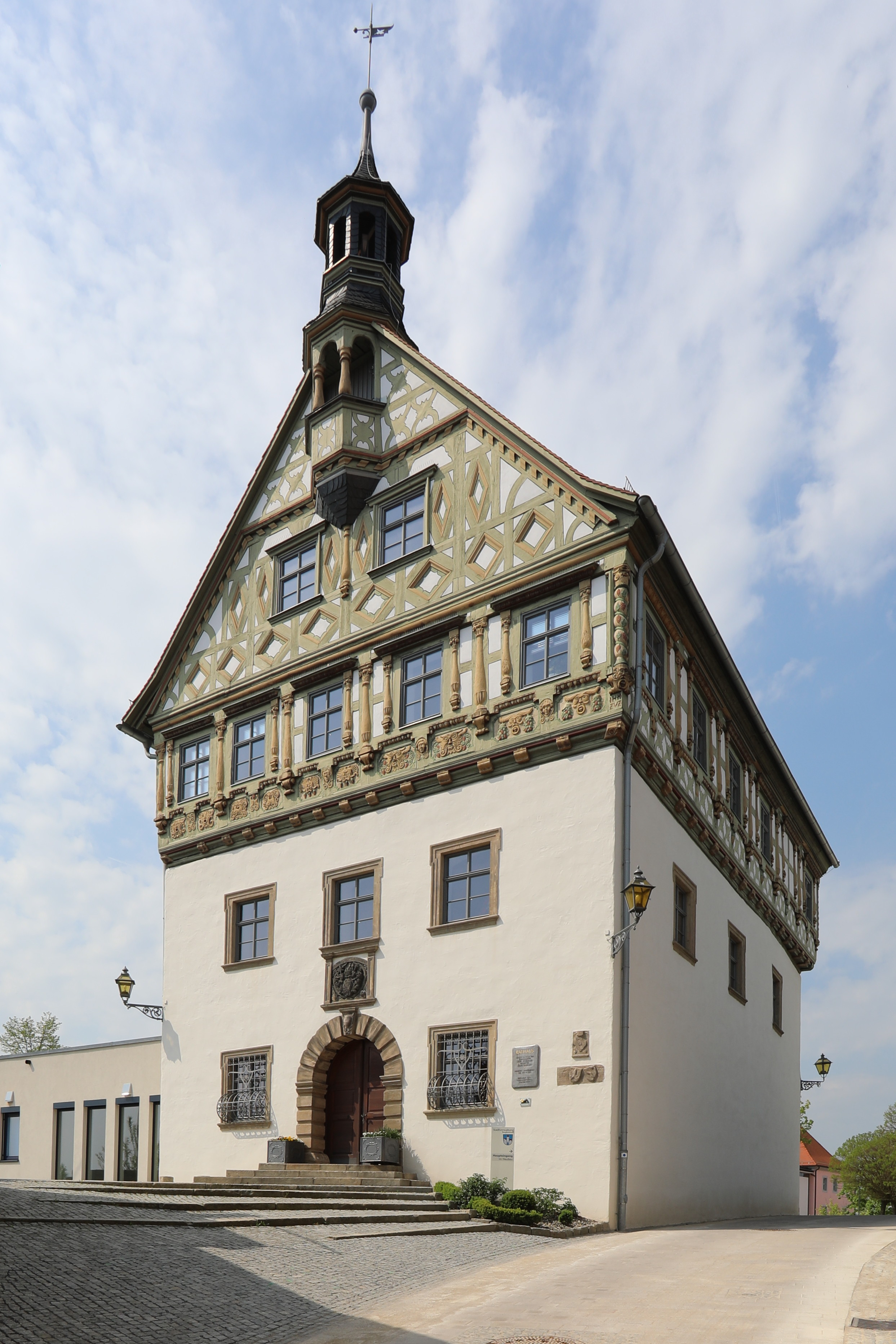
Rathaus Burgkunstadt

Das Rathaus der oberfränkischen Stadt Burgkunstadt im Landkreis Lichtenfels entstand 1689/1690. Der barocke Fachwerkbau steht im Bereich vom ehemaligen Burgareal und ist ein Wahrzeichen der Stadt. Er zählt zu bedeutendsten Leistungen fränkischer Zimmermannskunst um 1700.

## Baugeschichte

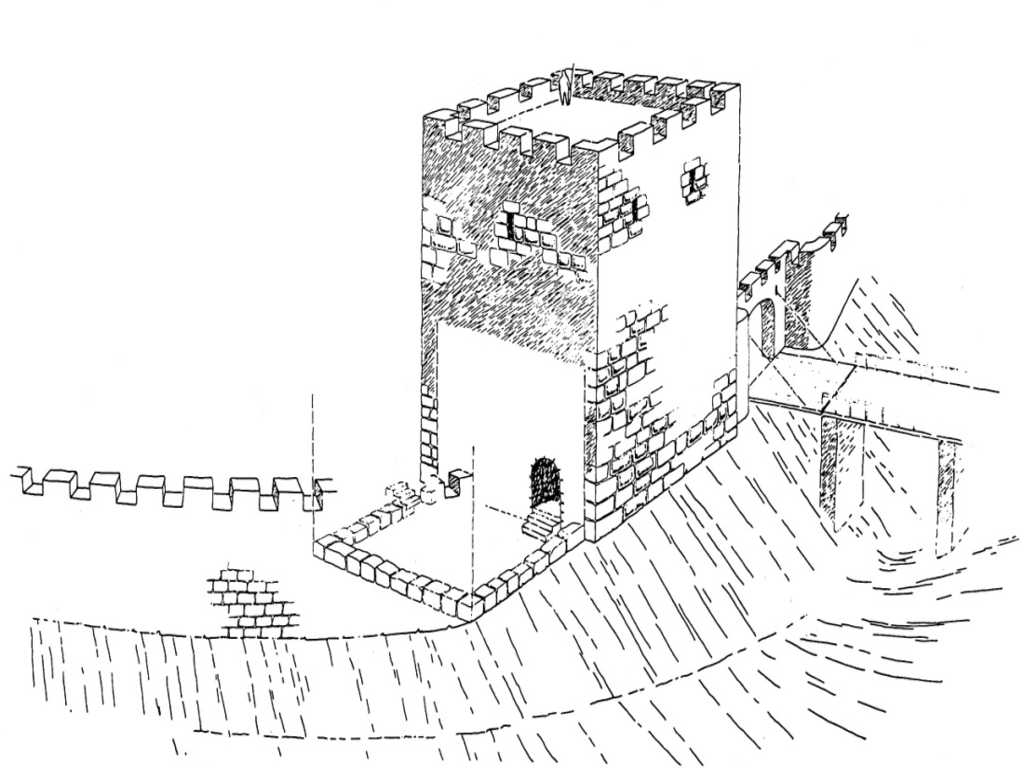
Turm der Burgkunstadter Burg, dessen Reste Kern des heutigen Rathauses sind

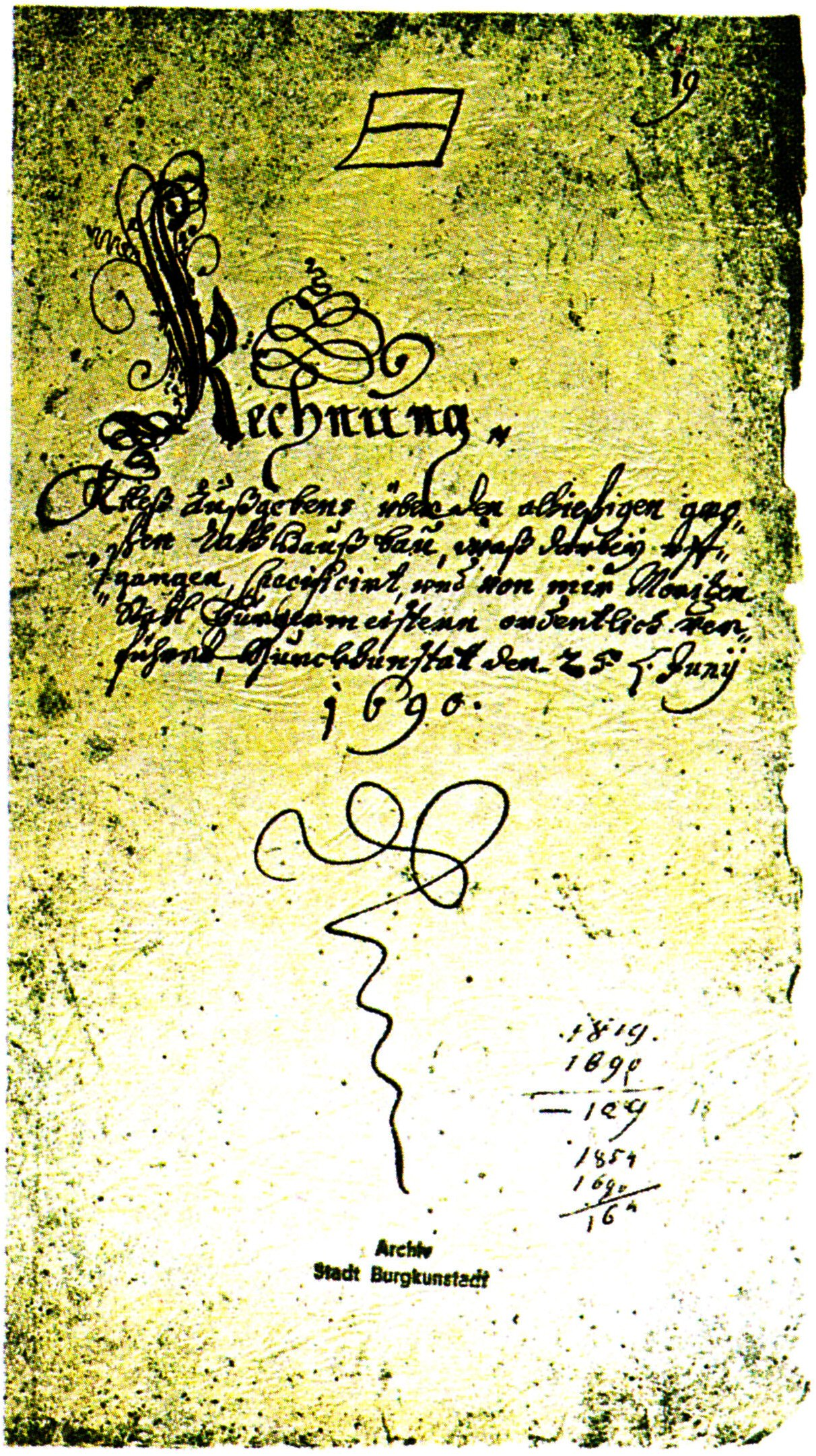
Rechnung zum Rathausbau von 1690

Reste der Burgkunstadter Burg, ein steinernes Burghaus mit quadratischem Grundriss aus dem 11. Jahrhundert eingefügt in eine Burgmauer, sind bei den beiden Sockelgeschossen und dem Keller die Basis des Rathauses. Der hochmittelalterliche Wohnturm mit frühmittelalterlichem Mauerwerk, war später Sitz des Kastellans. Die folgende Nutzung des Bauwerks ab 1462 als Brauhaus mit zwei Darren dauerte bis Ende ins 17. Jahrhundert. Ende des 15. Jahrhunderts folgte eine Erweiterung nach Westen. Im Jahr 1689 veranlasste der damalige Bürgermeister Moritzen Stahl einen durchgreifenden Umbau des Gebäudes in ein Rathaus und einen zusätzlichen Ausbau mit einem Fachwerkobergeschoss. Im Erdgeschoss war eine Markthalle vorgesehen, im ersten Obergeschoss ein großer Raum in wechselnder Verwendung als Bürgersaal, Gerichtssaal und Festsaal. Der Baumeister war Hans Gebelein aus Burgkunstadt, der Zimmermeister Jörg Hofmann aus Zeil am Main und als Steinmetze wurden Lienhardt Krauß, Hans Apel sowie Christoph Kolmschlager beschäftigt. Hofmann wurde für die Zimmererarbeiten für das weitere Stockwerk und den Dachstuhl mit zwei hohen Giebeln mit 160 Gulden, 2 Gulden und 24 Kreuzer Trankgeld sowie für 5 Gulden zugesagte drei Eimer Bier entlohnt.:S. 4 Der Aus- und Umbau dauerte sieben Monate von Herbst 1689 bis Sommer 1690. Die Baukosten betrugen insgesamt 571 Gulden und 27 Kreuzer.:S. 5
In den Jahren 1869/1870 ließ die Gemeinde Innenreparaturen, den Einbau von Schulräumen, Lehrerwohnungen und von einem Notariat durchführen. Zwischen 1923 und 1935 fanden evangelische Gottesdienste im Rathaus statt. Eine Instandsetzung mit Umbauten im Innern beim Sitzungszimmer für den Stadtrat und den Verwaltungsräumen erfolgte 1938/1940. Eine Außeninstandsetzung wurde 1956 durchgeführt.

### Baumaßnahmen 1977–1980
Aufgrund der gewachsenen Gemeindegröße ließ Burgkunstadt Ende der 1970er Jahre zusammen mit einer Sanierung des alten Rathauses einen Anbau zu errichten.

#### Generalsanierung Altbau
Für das alte Rathaus war anfangs nur eine Innenrenovierung vorgesehen. Untersuchungen zeigten aber, dass die Holzsäulen in der Eingangshalle teilweise stark geschädigt waren und keine ausreichende Standsicherheit mehr besaßen. Die Stützen wurden daher ausgewechselt. Auch Holzteile des Fachwerkgeschosses mussten aufgrund von Schäden ausgetauscht werden. Bei der Nord-Ost-Ecke mit ihren Fachwerk-Schnitzereien war eine umfangreiche Restauration notwendig.
Außerdem erfolgten der Einbau einer Aufzugsanlage, die in das Mauerwerk der Nordwand eingelassen wurde, und der Rückbau eines Kamins mit Sandsteinrahmung, der über einen Pfeiler mit einer rundbogigen Öffnung mit der Südwand verbunden war.

#### Anbau Verwaltungstrakt
Nach einem in den Jahren 1974/1975 durchgeführten Entwurfswettbewerb entstand gemäß einer Planung der Nürnberger Architekten Scherzer + Scherzer + Partner neben dem denkmalgeschützten Altbau ein zweigeschossiger Anbau, terrassenförmig in den Hang neben das bestehende Rathaus gebaut, um die Wirkung des Altbaus möglichst wenig zu beeinträchtigen. Das Gebäude erhielt ein geneigtes, verblechtes Dach, getragen von einer Holzkonstruktion.
Zuerst erfolgte 1971 im Vorgriff der Abbruch des südlich angrenzenden ehemaligen Polizeidienerhauses. Bei den späteren Bauarbeiten wurden 1976 die Grundmauern einer alten Burg freigelegt. Die Mauerteile des 11. Jahrhunderts gehörten zu einem quadratischen Raum und sind möglicherweise mit der Burgkapelle Sankt Margarethen identisch.:S. 6
Die alten Mauerreste sollten nicht wieder zugeschüttet werden. In der Folge wurde die Planung geändert und es entstand zusätzlich ein gläserner Verbindungsbau zwischen dem Alt- und Neubau, in dem Grabungsergebnisse und -funde des 8. bis 12. Jahrhunderts, zum Teil in einem eigens dafür hergerichteten Raum, erhalten sind.

### Baumaßnahmen 2007–2009

#### Erneute Sanierung Altbau
Ende des Jahres 2000 traten Schäden erneut an der Fachwerkfassade auf. In den Jahren 2001 und 2002 folgten detaillierte Schadensuntersuchungen an den Bauteilen des Fachwerks im zweiten Obergeschoss und den Dachbauteilen. Es wurden erhebliche konstruktive und substanzielle Schäden festgestellt. Der Wandaufbau hatte keine ausreichende Luftdichtigkeit und Diffusionsfähigkeit. Es waren unter anderem in der Südfassade die Schwellhölzer bereichsweise komplett zerstört. Am Westgiebel waren die Fachwerkschwellen, Säulenfüße und Brustriegel so stark geschädigt, dass eine Stabilisierung als Notmaßnahme notwendig war. Bei der Sanierung der Innenräume wurde außerdem festgestellt, dass die Holzteile durch lösemittel- und schwermetallhaltige Lacke aus den 1970er Jahren stark mit Schadstoffen belastet waren.
Die neuen Fassadenanstriche erfolgten gemäß dem ursprünglichen Aussehen. Die ersten Arbeiten zur Generalinstandsetzung des denkmalgeschützten Altbaus begannen im März 2007. Die Fertigstellung folgte im Dezember 2009. Die Kosten betrugen 2,0 Millionen Euro.:S. 15

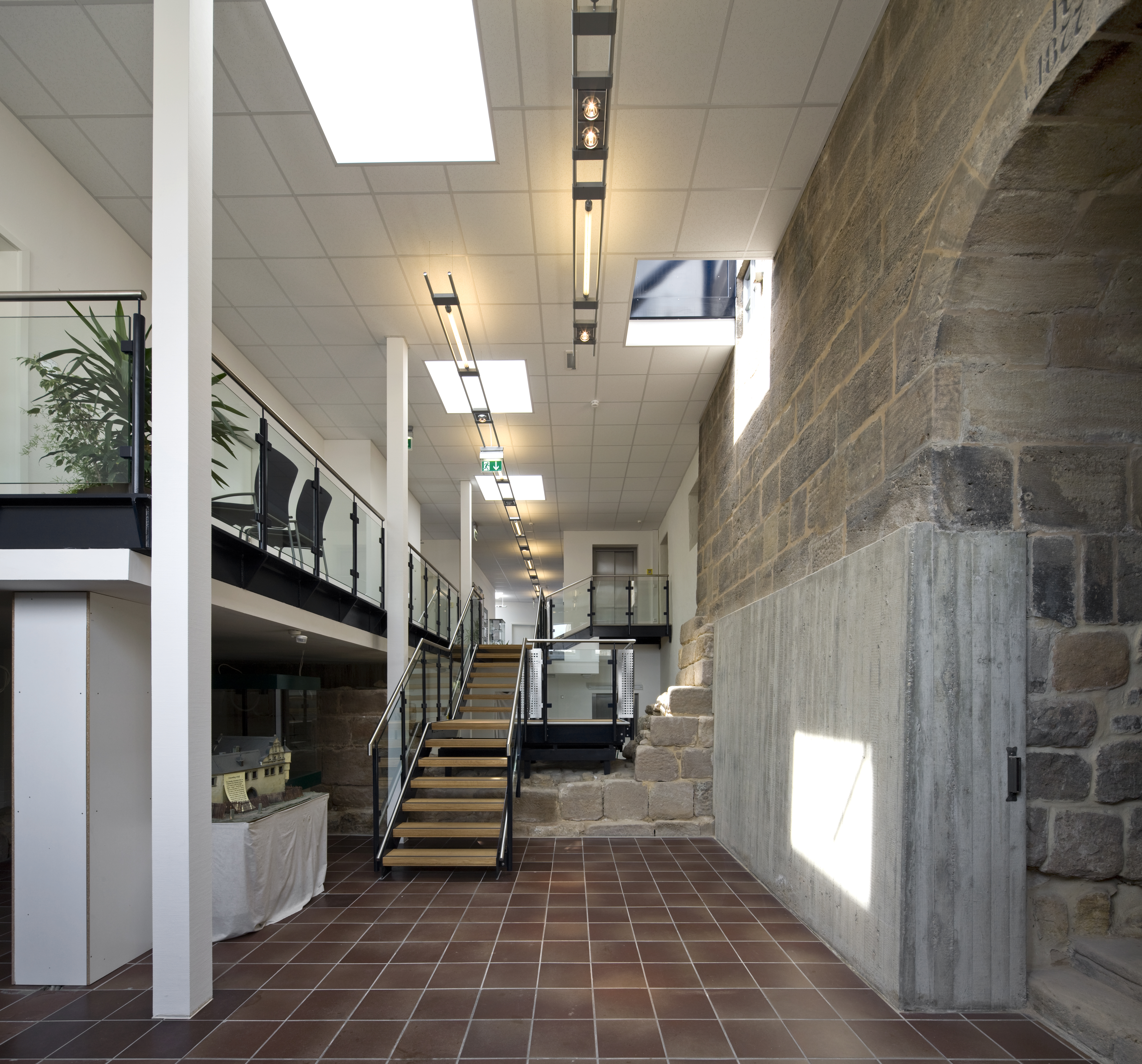
Verbindungsbau zwischen Altbau und Neubau

#### Abriss und Neubau Verwaltungstrakt
Nachdem beim Altbau eine Schadstoffbelastung bei den eingebauten Holzteilen nachgewiesen worden war, wurde auch der Anbau untersucht. Es wurde festgestellt, dass die in den 1970er Jahren in Ständerbauweise errichten Holzbauteile mit Lindan belastet waren. Zusätzlich wurde PCB festgestellt. Die zulässigen Grenzwerte waren bis um das 20-fache überschritten. Gemäß einer Kostenkalkulation war der Kostenunterschied zwischen einer Sanierung mit einer Entkernung des Gebäudes und einem Neubau des Erdgeschosses, nach einem Abbruch, gering. Die Gemeinde entschied sich für die zweite Variante, da die eine Erweiterung, durch Überdachen der ehemaligen Terrasse, und Umgestaltung sowie eine barrierefreie Gestaltung der Verwaltungsräume im Erdgeschoss ermöglichte. Das jetzt mit einem Flachdach versehene Bauwerk plante das Architekturbüro Dr. Eschenbacher aus Bayreuth. Die Ausführung der Arbeiten erfolgten Rahmen eines PPP-ähnlichen Modells.:S. 13 Die ersten Bauarbeiten begannen im 2007. Die Fertigstellung folgte im Dezember 2009. Die Baukosten betrugen 1,2 Millionen Euro.:S. 15

## Baubeschreibung Altbau

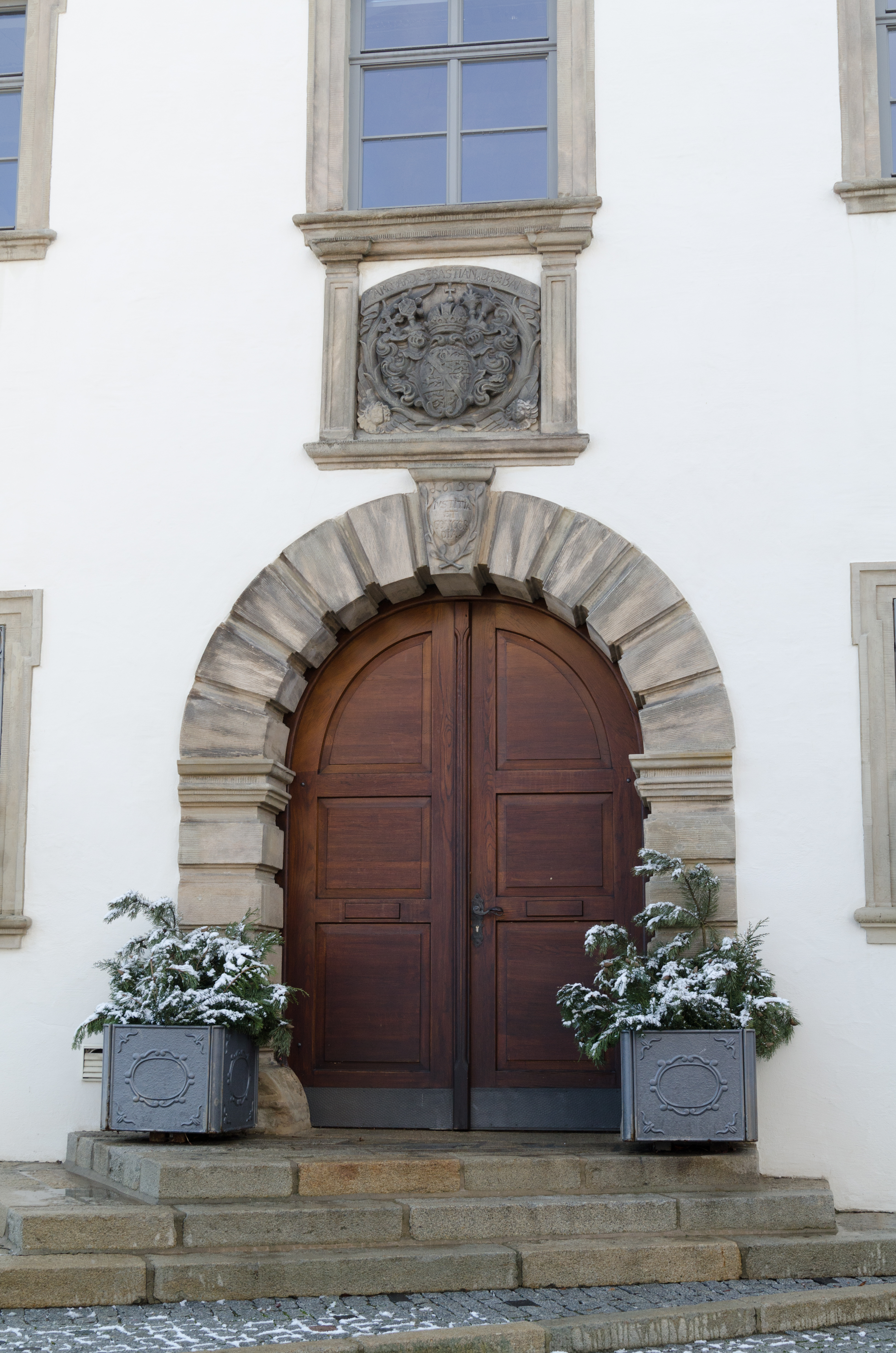
Eingangsportal

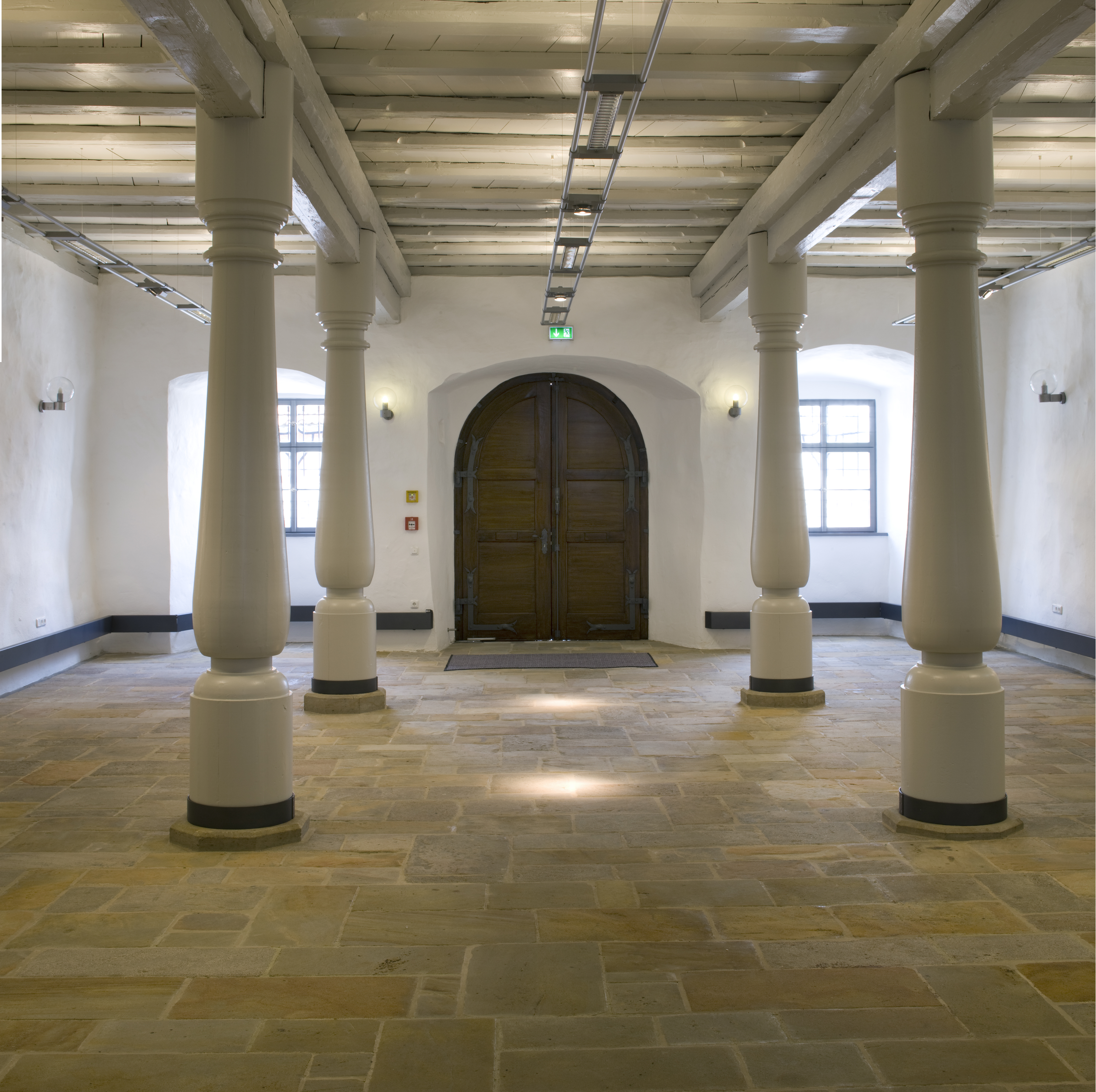
Eingangshalle

Das alte Rathaus steht wie ein mächtiger Turmbau allseitig frei emporragend im Stadtzentrum oberhalb vom Markt in exponierter Lage im Südostteil des ehemaligen Burgplateaus. Es ist ein dreigeschossiger Giebelbau, dessen Erdgeschoss und erstes Obergeschoss aus verputztem Sandsteinmauerwerk und im zweiten Obergeschoss sowie bei den beiden Giebeln aus Fachwerkwänden besteht. Der Westgiebel ist allerdings verschiefert. Das Gebäude ist etwa 18 Meter lang, 12 Meter breit und 20 Meter hoch.

### Mauerwerksgeschosse
Der innere Ausbau besteht unten aus zwei tonnengewölbten, verputzten Kellerräumen. Im etwa ein Meter über Gelände befindlichen Erdgeschoss befindet sich die Eingangshalle, eine dreischiffige Halle mit vier Jochen, überspannt von einer flachen Holzdecke, welche auf sechs Flaschensäulen ruht. Vor der Westseite befindet sich gegenüber vom Eingang eine einläufige, hölzerne Treppe, die die Obergeschosse erschließt. Das erste Obergeschoss mit dem Sitzungssaal im östlichen Teil ist analog ausgeführt.
Die Ostfassade besitzt im Erdgeschoss, zwischen zwei Fenstern mit geohrter und profilierter Rahmung, mittig ein rundbogiges Portal mit gequaderter Rahmung und einem Scheitelstein, der mit der Jahreszahl 1690 bezeichnet ist. Darüber befindet sich ein Sandsteinrelief mit dem Amtswappen des Fürstbischofs von Bamberg Marquard Sebastian Schenk von Stauffenberg. An der Nordostecke sind zwei Sandsteinreliefs eingemauert. Das untere zeigt das Burgkunstadter Stadtwappen und das Wappen der Herren von Rotenhan sowie die Jahreszahl 1630, das obere eine Wappenkartusche. Das erste Obergeschoss besitzt gegen Osten und Norden je drei Fenster mit profilierter und geohrter Rahmung sowie gegen Süden vier und gegen Westen zwei rechteckige Fenster. Die Südwand besteht im Erdgeschoss bereichsweise aus vorspringendem, unverputztem Sandsteinquadermauerwerk, das eventuell noch vom Vorgängerbau stammt, und enthält einen rundbogigen Kellereingang mit einem Scheitelstein und der Jahreszahl 1877.

### Fachwerkgeschoss und Dachkonstruktion
Tilmann Breuer zählt den Oberbau des Rathauses mit seinem barocken Fachwerkstil aufgrund der starken plastischen Wirkungen „zu den bedeutendsten Leistungen fränkischer Zimmermannskunst um 1700“.
Die Fachwerkfassade des zweiten Obergeschosses wird jeweils von fünf Fenstern durchbrochen, nur auf der Westseite sind zwei kleine und ein großes Fenster vorhanden. Die West- und Südseite sind mit einfachem Fachwerk schlicht gestaltet, die vom Marktplatz sichtbaren Ost- und Nordseite reich verziert. Den Haupt- und Zwischenstützen sind dort Flaschensäulen vorgesetzt, an den Eckstützen gewundene Säulenvorlagen auf Maskenkonsolen vorhanden. Die nordöstliche Eckstütze trägt die Bezeichnung „IHM ZVZ“ (Jörg Hofmann, Zimmermeister von Zeil). An den Stützen der Nordseite steht die Bezeichnung „ANNO 1689“.
Die Brüstung der Ostseite verzieren zehn Holztafeln mit plastischen großformatigen Masken, die einfacher gestaltete Nordseite geschwungene Andreaskreuze. Das Fachwerk des Ostgiebels besteht aus Rauten und geschwungenen Andreaskreuzen. Dem oberen Teil des Giebels ist zwischen zwei Fenstern mittig, ab Höhe der zweiten Kehlbalkendecke des Dachstuhles, das dreiseitige Untergeschoss eines Dachreiters vorgelegt, gefolgt von drei Rundbögen auf zwei Flaschensäulen. Den Abschluss des Dachreiters bildet auf einem Sockel eine achtseitige, verschieferte Laterne mit stichbogigen Schallöffnungen und einem geschweiften Spitzhelm, bekrönt von einem Knauf und einer Wetterfahne.
Im zweiten Obergeschoss mit den Verwaltungsräumen sind Holzdecken mit profilierten Bohlen und Unterzügen eingebaut, die auf Fachwerkzwischenwänden und einer Flaschensäule im Vorraum zur Treppe ruhen. Das Dachwerk des steilen Satteldaches besteht aus einem liegenden Stuhl mit zwei Kehlbalkenlagen.